# 天山童姥
天山童姥（てんざんどうぼ）は、金庸の武俠小説『天龍八部』に登場する架空の人物。 内功の副作用によって、実年齢は96歳ながら外見は10歳前後。呼び名の「童姥」というのは、童女であり老女でもある、ということに由来している。

## 性格
苛烈な性格をしており、毒舌家。非常に怒りっぽく、周囲の人間からは恐怖の対象とされていた。虚竹の前で披露することはなかったが、機嫌が悪くなったり、侍女を叱りつけようとする前にはことさら丁寧な物腰で対応する傾向があったため、36洞72島の者は童姥から罵詈雑言を浴びせられると逆に喜んでいた。そのため、彼女の後継者である虚竹が敬語を使うたび、霊鷲宮の人間は、どれだけ恐ろしい罰が下されるのかと恐怖することとなった。
情の強いところがあり、何十年も前の失恋を引きずっている。また、虚竹により、執着心・我執を捨てたほうがいい、と助言されると怒り狂い、少林僧である虚竹を破戒させようと、肉食・飲酒・淫戒などありとあらゆる戒律を破らせ、少林寺に戻れなくしてしまっている。反面で、男に捨てられた女に対しては慈悲を見せ、まとめて霊鷲宮で世話をしていた。

## 生涯
若くして武術の稽古を始め、「八荒六合唯我独尊功」という至上の内功を修行。その副作用で体の成長が止まってしまい、外見は10代前半にしか見えなくなってしまった。いつまでも幼児体型のままであることにコンプレックスを感じてしまっており、26歳の時点で治療を試みるが妹弟子の李秋水の妨害により失敗。ついに生涯とおして幼児体型のままであった。
20代のころには弟弟子の無崖子に恋をしていたが、結局これは失恋に終わってしまった。天山童姥が言うには、外見が幼児そのものであることが無崖子に気に入られなかったから、とのこと。96歳になってもまだ無崖子のことを愛していたようで、自分の治療を妨害した恋敵の李秋水を憎悪しており、たびたび嫉妬の炎を燃やすこともあった。
ちょうど功力を失っているところを、偶然にも同門で甥弟子に該当する虚竹と出会い、李秋水との対戦に無理やり協力させた。このとき、力の使い方を把握していなかった虚竹に武術を指導している。
70年以上に渡る李秋水との因縁に決着がつくと、虚竹に霊鷲宮の主となること、逍遥派の掌門として勤め上げることを命じて息を引き取った。

## 武功
逍遥派に所属。天山童姥の師は3人の弟子を取ったが、彼女はその1番弟子。ただ、掌門は弟弟子の無崖子が就いた。逍遥派は手広く武術以外の学問も習得するため、天山童姥は武術の他、医術なども習得している。
物語に登場した時点では、卓越した武術と生死符により36洞72島を恐怖で支配していた。
八荒六合唯我独尊功（はっこうりくごうゆいがどくそんこう）
至上の内功。作中では天山童姥のみが使用しており、虚竹には指導していない。すさまじいまでの功力を得ることができる反面、副作用も大きい。径脈を傷つけることで、体の成長・老化などが止まってしまうこと、そして30年に一度若返ってしまうこと。天山童姥の場合、修行を始めた6歳の時点まで若返ることになる。
「若返る」というのは利点のようにも思えるが、その際は身につけた功力も6歳児と同程度のものになってしまうため、その期間に襲われると非常に危険。元の力を取り戻すには毎日修行を続ける必要があり、1日の修行で1年の功力を取り戻す。修行を行う間は生血を飲むことが欠かせず、もし生血を飲むことができなければ、荒れ狂って死ぬとされる。天山童姥はこれまでに3度若返りを経験しており、36歳のときは30日、66歳のときには60日かけて力を取り戻している。
外部の人間には決して自分の姿を見せない。姿を隠し見た者は、外部に秘密を漏らさぬよう、目や舌だけでなく手までも傷つけられた。出会った当初、天山童姥の秘密を知らなかった虚竹は、天山童姥の「童」を、彼女の姓だと思っていた。実際は彼女の見た目が「童子」であることを意味している。
生死符（せいしふ）
「符」という名前が付いているが、書面ではなく、無味無臭無色透明の暗器。これを打ち込まれると、全身に耐え難いかゆみを感じ、年に1度薬を飲まなければ精神に異常をきたすほどの苦痛を感じてしまう。36洞72島の武術家は体にこれを打ち込まれてしまっているため、天山童姥に逆らうことができない。
その正体は氷。内功を逆転させることにより寒気を起こし、手のひらで水を氷に変えて相手の体に打ち込む。目に見えるものでないため、回避は困難であり、そもそも自分が何で攻撃されたのかを認識すること自体ができない。後日、36洞72島の武術家に打ち込まれた生死符を虚竹が取り除いたが、それぞれ異なる場所に打ち込まれていたため、治療は長時間を要した。
天山童姥から生死符を習得した虚竹は、生死符が悪辣すぎるためにこれを嫌い、作中では1度使用したのみ。その1度とは、虚竹が天山童姥の想い人・無崖子を陥れた星宿老怪・丁春秋と戦ったときである。

## 参考資料
1. ↑  出自『シスター・オブ・ドラゴン 天女武闘伝』